# Cornicen
Il cornicen (pl. latino cornicines) era un soldato dell'esercito romano che tramutava gli ordini impartiti dal signifer in segnali acustici indirizzati alla legione. Era alle dipendenze di un centurione e suonava lo strumento a fiato del corno. Il suo compito era simile a quello degli altri suonatori dell'esercito romano: impartire gli ordini degli ufficiali attraverso il suono. Faceva parte dei principales, insieme ai tubicines ed ai bucinatores, ovvero di quei sotto-ufficiali appartenenti al gruppo dei sesquiplicariui.

## Uso
Era di fondamentale importanza per le manovre militari sia nelle fasi di avvio della marcia dell'esercito, sia in fase di schieramento di fronte al nemico.

## Truppa
I Cornicines marciavano sempre alla testa della loro centuria, a fianco del tesserarius e del signifer. Fungevano spesso anche da assistente diretto del centurione, quasi fossero un secondo optio. Avevano una paga di una volta e mezzo (sesquiplicarius) rispetto ai normali miles-legionari. Erano inquadrati sia nelle legioni romane, sia nelle unità ausiliarie.

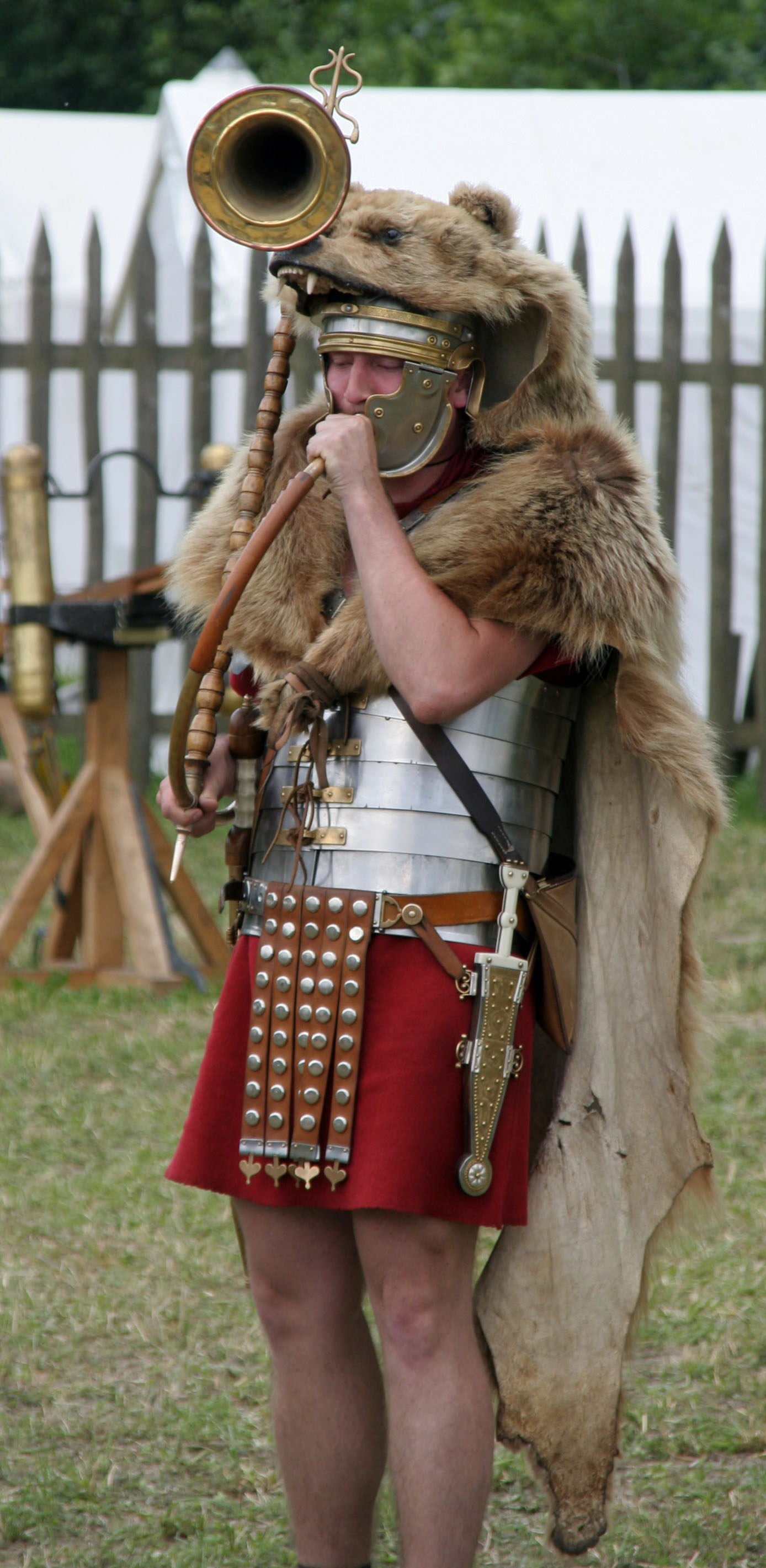
Ricostruzione moderna di un cornicen con il tipico strumento per impartire, con segnali acustici, gli ordini alle truppe durante la marcia o la battaglia.